# Santiago Echeverría
Santiago Echeverría (Lanús, 28 de marzo de 1990) es un futbolista argentino naturalizado boliviano. Juega de defensa central y actualmente milita en Club Bolívar de la Primera División de Bolivia.

## Trayectoria

### Club Atlético Talleres
Santiago empezó su carrera como futbolista profesional en 2008 en Talleres (RdE). 

### Club Atlético Boca Juniors
En 2009 fue fichado por Boca Juniors, donde ha jugado algunos partidos con el primer equipo, pero sin llegar a debutar en la Primera División. 

### Club Almirante Brown
El 10 de julio de 2012 firmó por dos temporadas con Almirante Brown.

### Club Atlético Brown
En la temporada 2013-2014 se desempeñó en Brown de Adrogué

### Club Atlético Huracán
Tras su paso por Brown de Adrogué, a partir de mediados de 2014, llegó a Huracán, de la Primera División de Argentina, donde permaneció hasta el final de la temporada 2015. En ese club formó parte del equipo que obtuvo la Copa Argentina 2013-14 y la Supercopa Argentina 2014, además del subcampeonato en la Copa Sudamericana 2015. 

### Club Deportivo Mineros de Zacatecas
A principios de 2016 fue fichado por Mineros de Zacatecas, de la Liga de Ascenso de México.

### Independiente Medellín
El 25 de junio de 2017 fue presentado oficialmente por el Independiente Medellín como su quinto refuerzo para 2017-2, para  jugar Copa Sudamericana, Copa Colombia y Liga Águila.

## Clubes
| Club                   | País      | Año               |
| ---------------------- | --------- | ----------------- |
| Talleres (RdE)         | Argentina | 2008 - 2009       |
| Boca Juniors           | Argentina | 2009 - 2012       |
| Almirante Brown        | Argentina | 2012 - 2013       |
| Brown de Adrogué       | Argentina | 2013 - 2014       |
| Huracán                | Argentina | 2014 - 2016       |
| Mineros de Zacatecas   | México    | 2016 - 2017       |
| Independiente Medellín | Colombia  | 2017 - 2018       |
| Talleres (RdE)         | Argentina | 2018 - 2019       |
| Brown de Adrogué       | Argentina | 2019 - 2020       |
| Jorge Wilstermann      | Bolivia   | 2021 - 2022       |
| Guabirá                | Bolivia   | 2023              |
| Jorge Wilstermann      | Bolivia   | 2024              |
| Nacional Potosí        | Bolivia   | 2025              |
| Bolívar                | Bolivia   | 2025 - Actualidad |

## Palmarés

### Campeonatos nacionales
| Título              | Club    | País      | Año     |
| ------------------- | ------- | --------- | ------- |
| Copa Argentina      | Huracán | Argentina | 2013-14 |
| Supercopa Argentina | Huracán | Argentina | 2014    |